# Abraham Zacuto
Abraham Zacuto (in ebraico אברהם זכות‎? in portoghese: Abraão ben Samuel Zacuto; noto inoltre come Abraham ben Samuel Zacut e Abraham Zacut; Salamanca, 12 agosto 1452 – Gerusalemme, 1515) è stato uno storico, astronomo e matematico spagnolo, astrologo, ebreo rabbino sefardita, che nel XV secolo servì come Astronomo Reale presso la corte di Giovanni II del Portogallo.

## Biografia

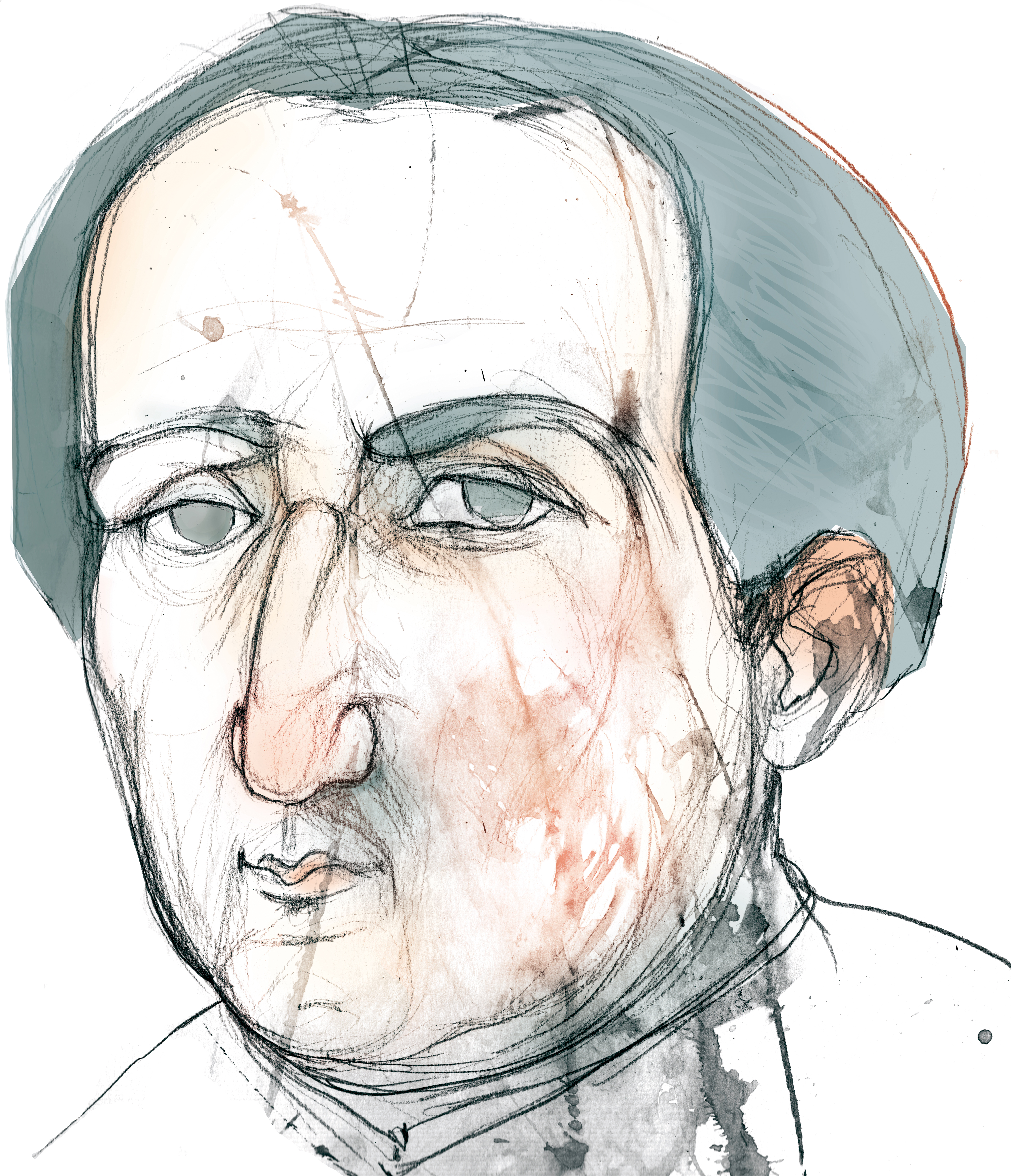

Nato a Salamanca, in Spagna nel 1452, sembra abbia studiato ed insegnato astronomia all'Università di Salamanca. Successivamente fu docente di astronomia presso le università di Saragozza e Cartagena. Fu esperto di Halakhah e rabbino della sua comunità.
Con il Decreto di Alhambra e l'espulsione degli ebrei dalla Spagna nel 1492, Zacuto si rifugiò a Lisbona, in Portogallo. Già famoso negli ambienti accademici, fu invitato a corte e nominato Astronomo Reale e Storico da Re Giovanni II del Portogallo, incarico che ricoprì fino agli inizi del regno di Manuel I. Fu consultato dal re sulla possibilità di una rotta marittima verso l'India, un progetto che sostenne e incoraggiò. Zacuto fu poi uno dei pochi che riuscì a fuggire dal Portogallo durante le conversioni forzate e divieti di partenza che Manuel emanò al fine di mantenere gli ebrei in Portogallo, come cristiani nominali, per ragioni di politica estera. Zacuto scappò prima a Tunisi e in seguito a Gerusalemme, ove morì nel 1515. Si dice anche che la sua morte possa esser avvenuta a Damasco, nel 1520.

## Attività

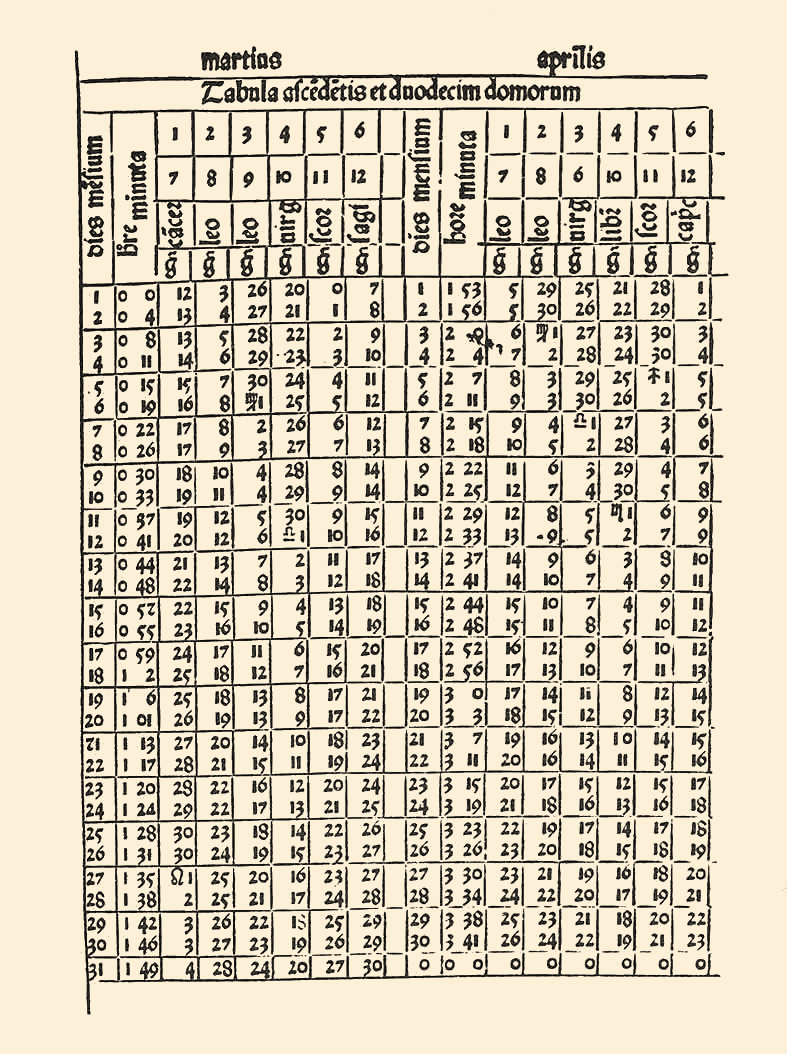
Pagina dellAlmanach Perpetuum di Zacuto.

Zacuto sviluppò un nuovo tipo di astrolabio, specializzato per la determinazione pratica della latitudine in mare, in contrasto con altri precedenti dispositivi multiuso terrestri. La fama di Abraham Zacuto è dovuta comunque al grande trattato di astronomia scritto in ebraico mentre era a Salamanca, intitolata Ha-ḥibbur ha-gadol (in ebraico החיבור הגדול‎?) ("Il Grande Collegamento"), iniziato intorno al 1470 e completato nel 1478.  È composto da 65 dettagliate tabelle astronomiche (effemeridi), con la base impostata nell'anno 1473 e il meridiano locale a Salamanca, e traccia le posizioni del Sole, della Luna e di cinque pianeti. I calcoli si basavano sullel Tavole alfonsine e sulle opere di astronomi precedenti (in particolare della Scuola Cartografica Maiorchina del XIV sec.). Zacuto organizzava i dati in un semplice formato di "Almanacco", con le posizioni planetarie facilmente interpolate tra le voci, il che lo rendeva molto facile da usare.
La prima traduzione in castigliano fu effettuata nel 1481 da Juan de Salaya. Il discepolo portoghese di Zacuto, José Vizinho (stimato medico e consigliere di Giovanni II del Portogallo), la adattò in una traduzione in latino, col titolo Tabulae tabularum Celestium motuum sive Almanach perpetuum ("Libro delle Tabelle sui Moti Celesti ovvero Almanacco Perpetuo"), in contemporanea con una nuova traduzione in castigliano e organizzò la sua pubblicazione nel 1496 presso i tipi di Abraão de Ortas a Leiria in Portogallo (uno dei primi libri pubblicati in Portogallo con una macchina da stampa a caratteri mobili).
L'Almanach perpetuum (o Biur Luhoth) contribuì subito a rivoluzionare la navigazione oceanica. Prima dell'Almanach i navigatori che cercavano di determinare la propria posizione in alto mare dovevano correggerla per "errore di bussola" (la deviazione del nord magnetico dal vero nord) mediante il ricorso al quadrante e alla Stella Polare. Ma questo si rivelava meno utile mentre si avvicinavano all'equatore e la Stella Polare cominciava a scomparire dall'orizzonte. L'Almanach di Zacuto forniva invece la prima tabella precisa della declinazione solare, che consentiva quindi ai navigatori di utilizzare il sole. Poiché il quadrante non poteva essere utilizzato per guardare direttamente il sole, i navigatori portoghesi iniziarono ad usare a bordo l'astrolabio (vecchio strumento terrestre per misurare indirettamente l'altezza del sole). Le tabelle di Zacuto, insieme al nuovo astrolabio nautico metallico permise ai navigatori di effettuare letture accurate ovunque. Già nel 1497, Vasco da Gama si portò appresso le tabelle di Zacuto e l'astrolabio durante il viaggio inaugurale verso l'India.  Continuerà ad esser usato dalle navi portoghesi successivamente, nei lunghi viaggi verso il Brasile e l'India.

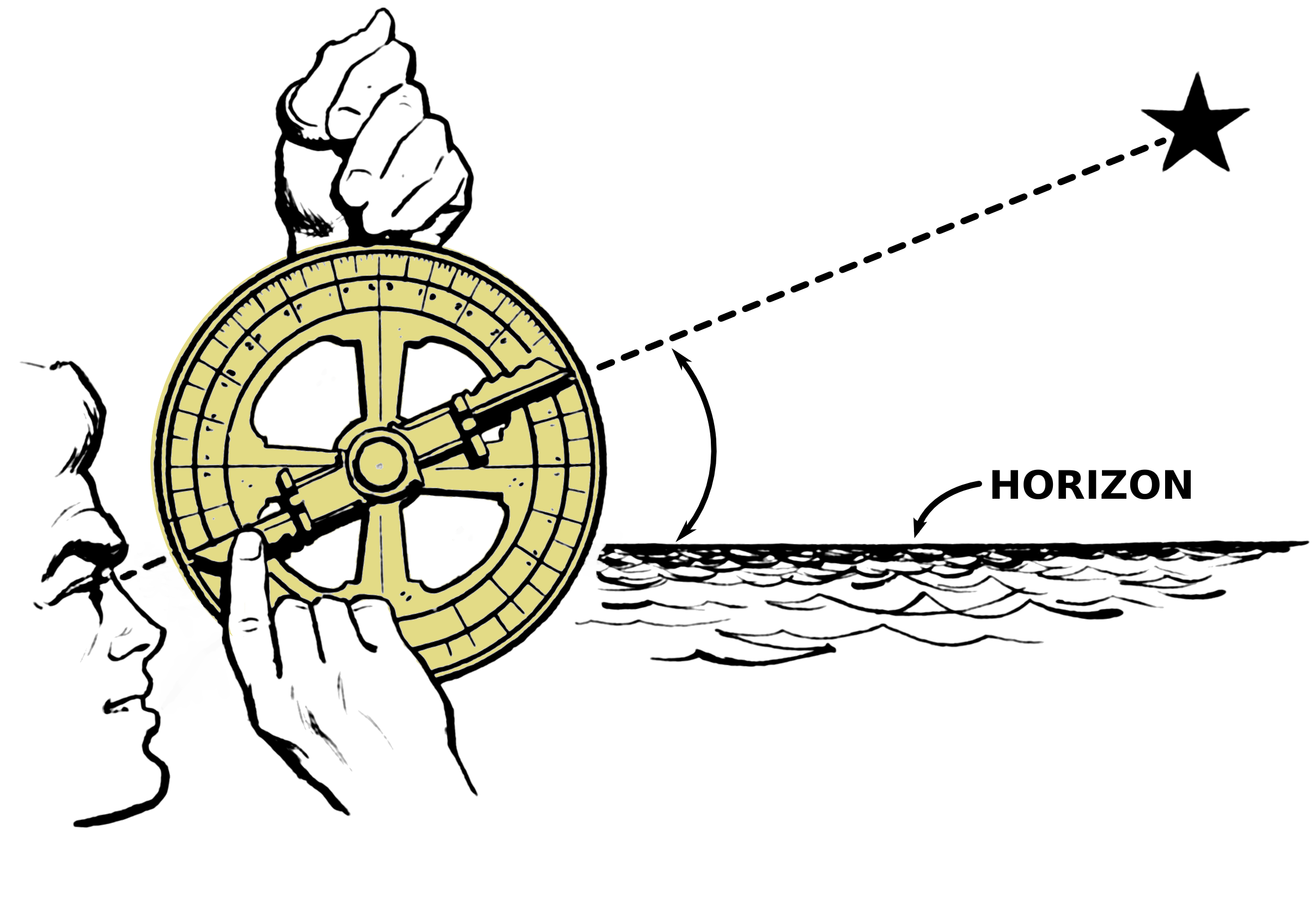
Misurazione con astrolabio nautico

Sembra che Abraham Zacuto possa essere un personaggio del poema epico di Luís de Camões, I Lusiadi (1572): l'anonimo "vecchio della spiaggia di Restelo", un tipo di personaggio alla Cassandra che si presenta poco prima della partenza di Vasco da Gama e rimprovera la vanità della fama e lo mette in guardia per i travagli che lo attendono (Canto IV, v.94-111). Questo episodio potrebbe essere un'interpretazione poetica di Camões circa un presunto incontro (riportato da Gaspar Correia) tra Vasco da Gama e il vecchio Abraham Zacuto in un monastero sulla spiaggia di Belém, poco prima della partenza della flotta - incontro durante il quale Zacuto pare abbia dato gli ultimi consigli di navigazione, avvertendolo dei pericoli da evitare.
Mentre si trovava in Tunisia nel 1504, Abraham Zacuto scrisse una storia del popolo ebraico, Sefer Yuḥasin (in ebraico ספר יוחסין‎?), dalla Creazione del Mondo fino al 1500. Scrisse anche molti altri trattati astronomici e astrologici. Ma la citata Storia fu molto rispettata e spesso ristampata, a Cracovia nel 1581, ad Amsterdam nel 1717, e a Königsberg nel 1857, mentre una edizione completa è stata pubblicata da Filipowski a Londra nel 1857. Le annotazioni in ebraico al quinto capitolo di "Sefer Hayuhasin", sono state pubblicate da Yoel Lieberman nel 2001, in una tesi di laurea master intitolata A Record of Medieval Sages In Sefer Yuchasin of Rabbi Abraham Zacut ("Una testimonianza dei Sapienti Medievali su Sefer Yuchasin del Rabbino Abraham Zacut"). Il libro è stato tradotto in inglese e pubblicato nel 2005 dalla Fondazione Zacuto creata dal Dr. Vladimir Rozenblit, un discendente diretto di Zacuto di 20ª generazione.
A Zacuto è stato titolato Il cratere lunare Zagut.

## Opere[1]
- 1478, Ha-ḥibbur ha-gadol (La Compilación Magna), suo primo libro di astronomia, tradotto in castigliano nel 1481 da lui stesso e da Juan de Salaya dell'Università di Salamanca. Nel 1496 l'opera fu tradotta in latino da José Vizinho e pubblicata a Leira come Almanach Perpetuum o Tabule tabularum celestium motuum astronomi zacuti. Quest'opera divenne importante per gli esploratori d'allora.[6]
- 1486, Tratado breve en las ynfluencias del cielo, e De los eclipses del sol y la luna.
- 1498, Sefer yuḥasin, testo storico per gli ebrei. Edizione digitale: Zacuto, Avraham. Sefer yuḥasin.  Brooklyn, NY: Renaissance Hebraica, 1994.
- 1498, testo astrologico che predice l'arrivo del messia nel 1503/4.
- dopo il 1498, Mishpetei ha-'istagnin (Giudizi dell'astrologo)